# Interstate 255 em Illinois
Interstate 255 ( I-255 ) é uma via de desvio da Interstate 55, perto de St. Louis, Missouri e com a Interstate 270 , forma um circuito ao redor da cidade. Embora St. Louis esteja no Missouri, a maioria da rota corre pelo estado de Illinois. O terminal sul com I-270 na junção com a Interstate 55, 270 vai para o oeste e 255 vai para o leste. US 50 junta-se à I-255 na Lemay Ferry Road. Ele cruza o rio Mississippi na Jefferson Barracks Bridge , entra em Illinois e depois gira para o norte. Há uma junção com a Interstate 64 , onde US-50 quebra e vai para o leste, E depois para o norte, há uma junção com a Interstate 55 novamente, a Interstate 70 e a US Route 40 , todas as quais são todas co- assinadas em conjunto. A próxima junção é outra com a Interstate 270, e é o terminal norte da Interstate 255.